# Filmfestivalen i Cannes 2005
Filmfestivalen i Cannes 2005 gick av stapeln 11 maj med visningen av öppningsfilmen Lemming och festivalen avslutades den 22 maj. Tjugo filmer från tretton olika länder var utvalda för att tävla om priserna som utannonserades 21 maj. Guldpalmen gick detta år till de belgiska bröderna Jean-Pierre och Luc Dardennes film Barnet. Ingen svensk film var med i tävlan.

## Juryn
I juryn satt detta år:
- Emir Kusturica, ordförande (Serbien och Montenegro)
- Fatih Akin (Tyskland)
- Javier Bardem (Spanien)
- Nandita Das (Indien)
- Salma Hayek (Mexiko)
- Toni Morrison (USA)
- Benoît Jacquot (Frankrike)
- Agnès Varda (Frankrike)
- John Woo (Kina)

## Tävlande filmer
Många av filmerna har inte fått några svenska titlar, därför skrivs originaltitlarna tills vidare.
- Lemming, i regi av Dominik Moll (öppningsfilm)
- A History of Violence, i regi av David Cronenberg
- Barnet, i regi av Jean-Pierre Dardenne och Luc Dardenne
- Sanna lögner, i regi av Atom Egoyan
- Free Zone, i regi av Amos Gitai
- Dolt hot, i regi av Michael Haneke
- Three Times, i regi av Hou Hsiao-Hsien
- Broken Flowers, i regi av Jim Jarmusch
- The Three Burials of Melquiades Estrada, i regi av Tommy Lee Jones
- Bashing, i regi av Kobayashi Masahiro
- Peindre ou faire l'amour, i regi av Arnaud Larrieu och Jean-Marie Larrieu
- Sin City, i regi av Frank Miller och Robert Rodríguez
- Battle in Heaven, i regi av Carlos Reygadas
- Kilomètre Zéro, i regi av Hiner Saleem
- Election, i regi av Johnnie To
- Quando sei nato non puoi più nasconderti, i regi av Marco Tullio Giordana
- Last Days, i regi av Gus Van Sant
- Manderlay, i regi av Lars von Trier
- Shanghai Dreams, i regi av Wang Xiaoshuai
- Don't Come Knockin', i regi av Wim Wenders

## Priser
- Guldpalmen: Barnet av Jean-Pierre Dardenne, Luc Dardenne
- Juryns stora pris: Broken Flowers av Jim Jarmusch
- Bästa kvinnliga skådespelare: Hanna Laslo i Free Zone
- Bästa manliga skådespelare: Tommy Lee Jones i The Three Burials of Melquiades Estrada
- Bästa regi: Dolt hot av Michael Haneke
- Bästa manus: Guillermo Arriaga för The Three Burials of Melquiades Estrada
- Juryns pris: Shanghai Dreams av Wang Xiaoshuai
- Internationella filmkritikerförbundets pris: Dolt hot av Michael Haneke
- Guldpalmen för bästa kortfilm: Podorozjni av Igor Strembitskij